# Maraú (ort)
Maraú är en ort i Brasilien.   Den ligger i kommunen Maraú och delstaten Bahia, i den östra delen av landet, 1 000 km öster om huvudstaden Brasília. Maraú ligger 33 meter över havet och antalet invånare är 2 956.
Terrängen runt Maraú är platt. Närmaste större samhälle är Itacaré, 19,5 km söder om Maraú.
I omgivningarna runt Maraú växer i huvudsak städsegrön lövskog.